# رود اوز، یورکشایر
رود اوز، یورکشایر رودی است که به هامبر می‌ریزد. این رود از کشور بریتانیا می‌گذرد.